# Leptogenys zhuangzii
Leptogenys zhuangzii  (лат.) — вид муравьёв (Formicidae) рода Leptogenys из подсемейства Ponerinae. Китай, Юньнань. Мелкие муравьи чёрного цвета (TL 7,1-7,8 мм). Глаза крупного размера, расположены в переднебоковых частях головы. Жвалы вытянутые, сомкнутые прикасаются к клипеусу (без зазора между ними), с 1 зубцом на жевательном крае. Голова вытянутая (CI: 65-68). Скапус усика длинный, превышает затылочный край головы (SI: 147-148). Тело пунктированное и бороздчатое, кроме гладкого и блестящего брюшка. Усики 12-члениковые. Нижнечелюстные щупики 4-члениковые, нижнегубные щупики состоят из 4 сегментов. Стебелёк состоит из одного членика (петиоль). Вид был впервые описан в 2000 году китайским мирмекологом Сюй Чжэнхуэем (Dr. Zhenghui Xu, Faculty of Conservation Biology, Southwest Forestry College, Куньмин, Юньнань, Китай). Этот вид сходен с видом  Leptogenys confucii, отличаясь тёмной окраской и плотной пунктировкой головы, груди и петиоля.